# Jackie Sleper
Jackie Sleper (Ámsterdam, 1962) es una artista neerlandesa. 
Estudió arte en la Academia para las Artes Visuales de Utrecht desde 1987 a 1992. En 2007 ganó el premio de la Bienal Internacional del Arte Contemporáneo de  Florencia.
En el año 2008 presentó su obra en México. Fue una exposición itinerante titulada Dulce y Amargo que se pudo ver en diferentes estados del país, en las localidades de  Chetumal, Isla de Cozumel, Quintana Roo, Durango e Hidalgo del Parral .